# Gradina Donja
Gradina Donja (Donja Gradina) je naselje v občini Kozarska Dubica, Bosna in Hercegovina. 

## Deli naselja
Gradina Donja, Plac Donji, Plac Gornji in Venecija.

## Prebivalstvo
| Pregled števila prebivalcev po letih | Pregled števila prebivalcev po letih | Pregled števila prebivalcev po letih | Pregled števila prebivalcev po letih | Pregled števila prebivalcev po letih | Pregled števila prebivalcev po letih |
| ------------------------------------ | ------------------------------------ | ------------------------------------ | ------------------------------------ | ------------------------------------ | ------------------------------------ |
| 1948                                 | 1953                                 | 1961                                 | 1971                                 | 1981                                 | 1991                                 |
| -                                    | -                                    | -                                    | 329                                  | 304                                  | 289                                  |

| Narodna sestava prebivalstva po letih                                                                                       | Narodna sestava prebivalstva po letih                                                                                        | Narodna sestava prebivalstva po letih                                                                                      |
| --- | --- | --- |
| 1971 | 1981 | 1991 |
| . skupaj: 329 Srbi 309 (93,92 %) Muslimani 1 (0,30 %) Hrvati 0 (0,00 %) Jugoslovani 18 (5,47 %) drugi in neznano 1 (0,30 %) | . skupaj: 304 Srbi 262 (86,18 %) Hrvati 2 (0,65 %) Muslimani 0 (0,00 %) Jugoslovani 39 (12,82 %) drugi in neznano 1 (0,32 %) | . skupaj: 289 Srbi 273 (94,46 %) Hrvati 6 (2,07 %) Muslimani 0 (0,00 %) Jugoslovani 4 (1,38 %) drugi in neznano 6 (2,07 %) |